# 巴库人
| 星际旅行中主要的种族与势力              |
| --------------------------------------- |
| 星際聯邦 · 人类 · 瓦肯人 · 安多利人     |
| 貝塔索人 · 波利安人 · 德诺布拉人        |
| 罗慕伦人 · 克林贡人 ·巴库人 · 索利安人  |
| 葛恩人 · 佛瑞吉人 · 博格人 · 卡松人     |
| 卡达西人 · 贝久人 · 楚尔人 · 希罗吉恩人 |
| 自治同盟 · 布林人 · 新地人 · 8472种族   |

巴库人是电影星际旅行IX：起义里的一个种族。他们生活在荆棘区的一颗有着重曲光环的M级行星上，过着与世隔绝的生活。人口约600。他们曾经探索过太空，但随着母星的毁灭，停止了探索，在这个行星上隐居起来。

## 生理
巴库人的解剖学构造与人类大体相同。由于巴库星被重曲粒子包围，巴库人的寿命在理论上为无限。人们在童年时直至青年期结束都正常成长，但之后只会有成年期，不会继续衰老。

## 历史
大约200年前（公元21世纪末22世纪初），巴库人原属的星球，因为滥用科技，整个世界几乎全部毁灭。其中的一支，即巴库人背井离乡，来到了与世隔绝的巴库星，过上了世外桃源的生活。

## 文化
巴库人拥有曲速、全息技术、正电子仪器等技术，但他们由于历史原因摒弃科技。他们认为，对机器的使用在一定程度上有损于人性。